# Yttre Rismyrtjärnen
Yttre Rismyrtjärnen är en sjö i Kalix kommun i Norrbotten och ingår i Kalixälvens huvudavrinningsområde. Sjöns area är 0,026 kvadratkilometer och den befinner sig 170 meter över havet.